# راسل وید
راسل وید (انگلیسی: Russell Wade؛  ‏ ۲۲ ژوئن ۱۹۱۷ – ۹ دسامبر ۲۰۰۶) بازیگر اهل ایالات متحده آمریکا بود.
از فیلم‌ها یا برنامه‌های تلویزیونی که وی در آن نقش داشته‌است می‌توان به خیابان بزرگ، توپ آتش، آبشار نیاگارا، ماه بر فراز میامی، یک شب در استوا، همسر دلخواه من، جمعه سیاه، گلدوین فولیز، تاپر، ستاره‌ای انتخاب کن، یلواستون، مرد من گادفری، جوانان مبارز، مرده‌دزد و شکار مرگبار اشاره کرد.